# Museo (aedo)

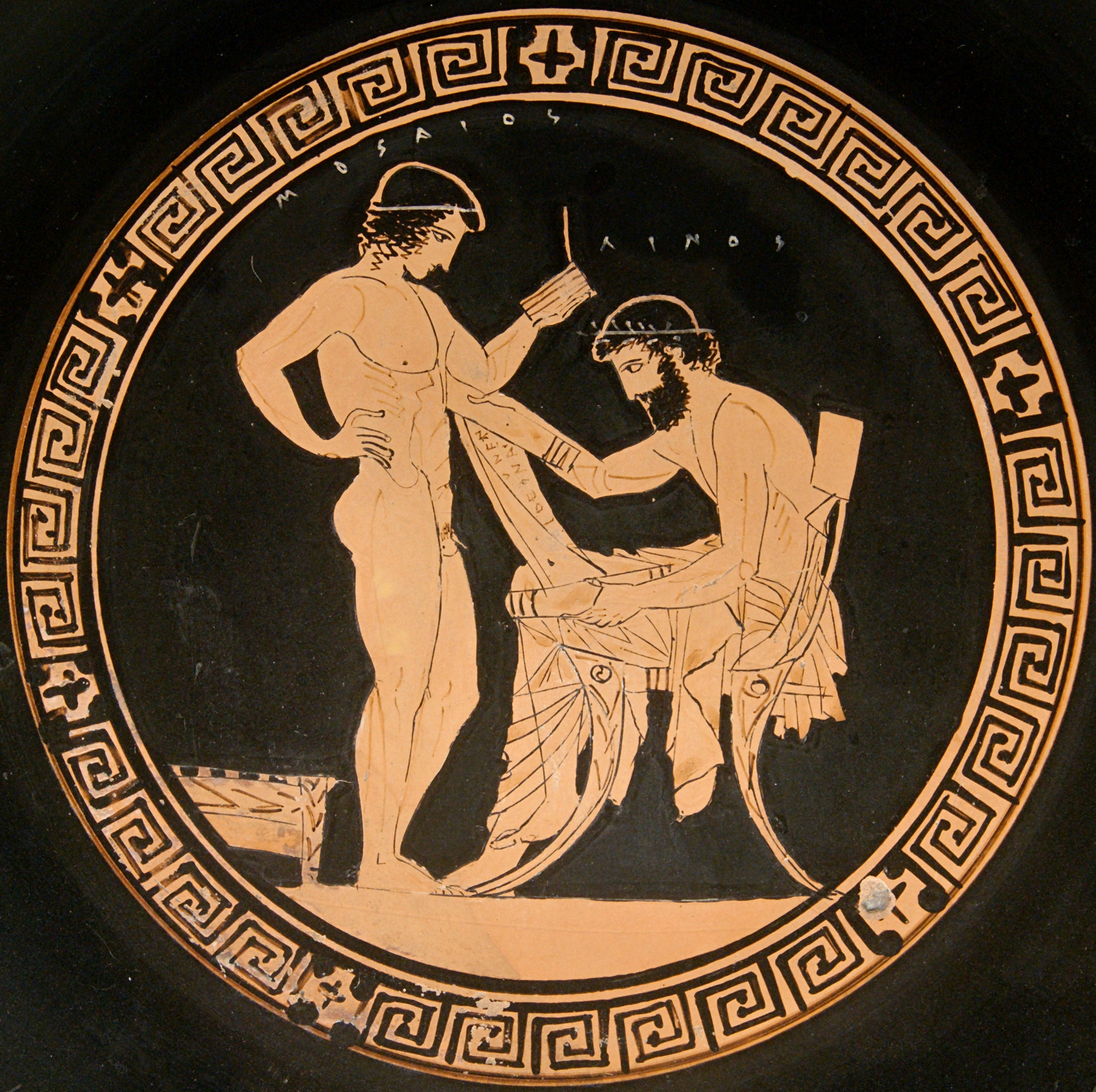
Medallón de un kílix de cerámica ática de figuras rojas (440 - 435 a. C.): Museo con unas tablillas de escribir y su maestro Lino con un rollo de papiro. Louvre.

En la mitología griega, Museo (en griego Μουσαῖος, Mousaios), también referido como Museo de Atenas, fue un aedo o cantor semilegendario anterior a Homero, similar a otras figuras como Orfeo, Olén o Panfo. Compuso himnos dedicatorios y purificatorios, tratados en prosa y respuestas oraculares. Así Diodoro, por ejemplo, dice que Heracles «se dirigió a Atenas y participó en los misterios de Eleusis, ceremonia entonces presidida por Museo».
En cuanto a su ascendencia, Museo descendía de la familia de los Eumólpidas, siendo hijo de Eumolpo y Selene. Otros lo hacen hijo de Orfeo, o bien de Antífemo o Antiófemo y Helena. Incluso en un texto corrupto se nos dice que con una tal Helena, esposa de Pandión, Zeus engendró a Museo. En al menos dos fuentes se cita el nombre de su esposa, llamada, ora Dioce ora Antíope. Sea como fuere se dice que hijo de Museo fue Eumolpo.
También se le hacía hijo, ayudante, discípulo o incluso maestro de Orfeo; en todo caso, se le relacionaba con él. Además de gran músico capaz de curar con sus melodías diversas enfermedades, era adivino y estaba asociado al culto de Deméter en Eleusis y al citado Eumolpo, uno de los fundadores de los Misterios eleusinos. Según Platón en su República (II), a Museo y Orfeo los hacían hijos de Selene y de las Musas. Para Eurípides sin embargo era de Atenas. Aristófanes en Las ranas lo hace médico y adivino. Se le atribuyen diversos poemas de inspiración mística.